# Fructologie ou description des arbres fruitiers
Fructologie ou description des arbres fruitiers (abreviado Fructologie) es un libro con ilustraciones y descripciones botánicas que fue escrito por el horticultor, jardinero, botánico y taxónomo holandés Johann Hermann Knoop y publicado en el año 1768 con el nombre de Fructologie: ou Description des arbres fruitiers; ainsi que des fruits. Que l'on plante et qu'on cultive ordinairement dans les jardins. Avec une explication detaillée de leurs différentes dénominations, de leur culture & de leur usage oeconomique, ainsi que de la maniére de consire & diverses ...